# I, D'oh!-Bot
I, D'oh!-Bot ou I, (Annoyed Grunt)-Bot (Eu, Robô) é o nono episódio da décima quinta temporada de The Simpsons. Sua primeira exibição foi em 11 de janeiro de 2004. Nele, Homer finge ser um robô já que não conseguiu construir um.

## Enredo
Marge leva Lisa para um abrigo para encontrar um novo gato. O gato que ela encontra morre e voltam de novo para o abrigo e achar um outro gato. Enquanto isso, Homer quer que Bart tenha orgulho dele e tenta construir um robô para que possam lutar em guerras. Quando se conformam que não conseguem construí-lo, Homer finge-se ser um robô.